# Grzegorz Schetyna
Grzegorz Juliusz Schetyna (uitspraak: [ˈɡʐɛɡɔʂ sxɛˈtɨna]) (Opole, 18 februari 1963) is een christendemocratische Poolse politicus. Hij was onder meer waarnemend president van Polen (2010), voorzitter van de Sejm (2010–2011) en minister van Buitenlandse Zaken (2014–2015).

## Biografie
Tussen 1997 en 2007 was Schetyna lid van de Sejm, het Poolse lagerhuis. Tussen november 2007 en oktober 2009 was hij minister van Binnenlandse Zaken en Administratie in het kabinet van partijgenoot Donald Tusk. Tevens was Schetyna vicepremier. In juli 2010 was hij waarnemend president van Polen na het vliegtuigongeluk van zittend president Lech Kaczyński. Na de presidentsverkiezingen van 2010 werd Bronisław Komorowski president en volgde Schetyna hem op als voorzitter van de Sejm. In november 2011 nam hij ontslag. Schetyna werd opnieuw parlementslid in de Sejm.
In september 2014 werd Schetyna benoemd tot minister van Buitenlandse Zaken in het centrumrechtse kabinet van Ewa Kopacz, een functie die hij bleef vervullen tot 16 november 2015, toen in Polen een nieuwe regering aantrad. Op 26 januari 2016 volgde hij Kopacz op als partijleider van het Burgerplatform. Hij bekleedde het partijleiderschap tot januari 2020.
- Gemeinsame Normdatei: 1198127104
- International Standard Name Identifier: 0000 0004 2847 3336
- Library of Congress Control Number: no2019114500
- Réseau des bibliothèques de Suisse occidentale: 02-A028284679
- Système universitaire de documentation: 243978340
- Virtual International Authority File: 307174896
- WorldCat: E39PBJk96mBbVMB7dvfWTwgdwC